# Siete días al río Rin
Siete días hasta el río Rin (en ruso: Семь дней до реки Рейн, Sem 'dney do reki Reyn) fue un ejercicio de simulación militar de alto secreto desarrollado en 1979 por el Pacto de Varsovia. Representaba la visión del bloque soviético de una guerra nuclear de 7 días entre la OTAN y las fuerzas del Pacto de Varsovia.
Este posible escenario de la Tercera Guerra Mundial fue publicado por el ministro de Defensa polaco Radosław Sikorski tras las victorias del Partido Ley y Justicia en las elecciones polacas de 2005 junto con miles de documentos del Pacto de Varsovia, con el fin de "trazar una línea bajo el pasado comunista del país" y "educar al público polaco sobre el antiguo régimen".
Los archivos publicados incluían documentos sobre la "Operación Danubio", la invasión de Checoslovaquia por el Pacto de Varsovia de 1968 en respuesta a la Primavera de Praga. También incluían archivos sobre las protestas polacas de 1970 y sobre la era de la ley marcial de los años ochenta.
La República Checa y Hungría habían desclasificado documentos relacionados en la década de 1990. El gobierno polaco desclasificó algunos materiales en este período.

## Esquema de batalla
El escenario de la guerra era que la OTAN lanzara un ataque nuclear contra ciudades polacas y checoslovacas en el área del valle del río Vístula en un escenario de primer ataque, lo que evitaría que los comandantes del Pacto de Varsovia enviaran refuerzos a Alemania Oriental para prevenir una posible invasión de ese país por parte de la OTAN. El plan preveía que hasta dos millones de civiles polacos morirían en una guerra así y la fuerza operativa polaca sería completamente destruida. Se lanzaría un contraataque nuclear soviético contra Alemania Occidental, Bélgica, Países Bajos, Dinamarca y el noreste de Italia.
Los mapas asociados con el plan publicado muestran ataques nucleares en muchos estados de la OTAN, pero excluyen tanto a Francia como al Reino Unido. Hay varias posibilidades para esta falta de ataques, la más probable es que tanto Francia como el Reino Unido son estados con armas nucleares y, como tales, retienen arsenales nucleares que podrían emplearse en represalia por ataques nucleares contra sus naciones.
La Fuerza de disuasión francesa empleó una estrategia nuclear conocida como disuasión du faible au fort (disuasión de débil a fuerte), considerada como una estrategia de "contravalor", lo que implica que un ataque nuclear contra Francia sería respondido por un ataque contra ciudades del bloque soviético. El periódico británico The Guardian, sin embargo, especula que "Francia habría escapado del ataque, posiblemente porque no es miembro de la estructura integrada de la OTAN. Gran Bretaña, que siempre ha estado en el corazón de la OTAN, también se habría salvado, sugiriendo que Moscú quería detenerse en el Rin para evitar estirar demasiado sus fuerzas". Los soviéticos planeaban utilizar alrededor de 7,5 megatones de armamento atómico en total durante el conflicto.

### Objetivos conocidos
Viena sería alcanzada por dos bombas de 500 kilotones, mientras que Vicenza, Verona, Padua y varias bases en Italia serían alcanzadas por una sola bomba de 500 kilotones. Hungría iba a capturar Viena. Stuttgart, Munich y Nuremberg en Alemania Occidental iban a ser destruidos por armas nucleares y luego capturados por los checoslovacos y húngaros.
En Dinamarca, los primeros objetivos nucleares fueron Roskilde y Esbjerg. Roskilde, aunque no tiene importancia militar, está ubicada cerca de la capital danesa, Copenhague (la distancia desde el centro de Copenhague hasta Roskilde es de solo 35 km). También sería un objetivo por su importancia cultural e histórica para romper la moral de la población y el ejército daneses. Esbjerg, la quinta ciudad más grande del país, sería el objetivo de su gran puerto capaz de facilitar la entrega de grandes refuerzos de la OTAN. Si había resistencia danesa después de los dos ataques iniciales, otros objetivos serían bombardeados.

## Planes adicionales
La Unión Soviética planeaba haber llegado a Lyon el día 9 y avanzar hacia una posición final en los Pirineos. Checoslovaquia pensó que era demasiado optimista en ese momento, y algunos planificadores occidentales actuales creen que tal objetivo era difícil o incluso inalcanzable. También había planes de una operación naval en el Atlántico Norte contra el transporte marítimo de la OTAN.